# Campeonato Mundial de Ajedrez 1908
El Campeonato Mundial de Ajedrez 1908 fue un encuentro entre el retador Siegbert Tarrasch del Imperio alemán y su compatriota y campeón defensor Emanuel Lasker. El match se jugó en Düsseldorf y en Múnich entre el 17 de agosto de 1908 y el 30 de septiembre del mismo año, con victoria de Lasker. Lasker ganó el match 10½-5½, manteniendo su condición de campeón.

## Match
El match sería a partidas ilimitadas, solo acabando cuando un jugador llegue a 8 victorias. Las victorias cuentan como 1 punto, los empates ½ y las derrotas 0.
| Jugador           | 1 | 2 | 3 | 4 | 5 | 6 | 7 | 8 | 9 | 10 | 11 | 12 | 13 | 14 | 15 | 16 | Total (Vic) |
| ----------------- | - | - | - | - | - | - | - | - | - | -- | -- | -- | -- | -- | -- | -- | ----------- |
| Emanuel Lasker    | 1 | 1 | 0 | 1 | 1 | ½ | 1 | ½ | ½ | 0  | 1  | 0  | 1  | ½  | ½  | 1  | 10½ (8)     |
| Siegbert Tarrasch | 0 | 0 | 1 | 0 | 0 | ½ | 0 | ½ | ½ | 1  | 0  | 1  | 0  | ½  | ½  | 0  | 5½ (3)      |